# Xã Newburgh, Quận Steele, Bắc Dakota
Xã Newburgh (tiếng Anh: Newburgh Township) là một xã thuộc quận Steele, tiểu bang Bắc Dakota, Hoa Kỳ. Năm 2010, dân số của xã này là 90 người.